# Ullmann's Encyclopedia of Industrial Chemistry
Ullmann's Encyclopedia of Industrial Chemistry é uma obra de referência na qual se discute muitos tópicos relacionados à química industrial. Esta obra foi originalmente publicada na Alemanha por Fritz Ullmann em 1914. A quinta edição foi a primeira versão que foi publicada em inglês. Esta enciclopédia é também publicado online.